# Neritilia
Neritilia is een geslacht van weekdieren uit de klasse van de Gastropoda (slakken).

## Soorten
- Neritilia bisinuata Lozouet, 2004 †
- Neritilia cavernicola Kano & Kase, 2004
- Neritilia hawaiiensis Kay, 1979
- Neritilia lawsoni Symonds & Tracey, 2014 †
- Neritilia littoralis Kano, Kase & Kubo, 2003
- Neritilia manoeli (Dohrn, 1866)
- Neritilia margaritae Pérez-Dionis, Espinosa & Ortea, 2010
- Neritilia mimotoi Kano, Sasaki & Ishikawa, 2001
- Neritilia neritoides (Cossmann & Peyrot, 1917) †
- Neritilia panamensis Morrison, 1946
- Neritilia pusilla (C. B. Adams, 1850)
- Neritilia rubida (Pease, 1865)
- Neritilia succinea (Récluz, 1841)
- Neritilia vulgaris Kano & Kase, 2003